# Wilhelmina Lundmark
Johanna Amalia Wilhelmina Lundmark född  31 december 1815 i  Stockholm, död 27 december 1911 i Stockholm, var en svensk konstkonservator och målare. Hon var dotter till hovmålaren Anders Lundmark.
Lundmark fick sin utbildning av sin far vid arbetet av konstsamlingarna vid Stockholms slott, dessa samlingar kom senare att utgöra grunden för Nationalmuseum. År 1834 efterträdde hon sin far som konservator för konstsamlingarna. 
År 1883 tilldelades hon Litteris et artibus för sin långa verksamhet som konservator på bland annat Gripsholm.
Wilhelmina Lundmark finns representerad på museet i Östergötlands museum i Linköping. Hon är begravd på Norra begravningsplatsen utanför Stockholm.